# Tupolev Tu-204
Tupolev Tu-204 je ruský dvoumotorový proudový dopravní letoun středního doletu schopný přepravit 210 cestujících, navržený Tupolevem a vyráběný společnostmi Aviastar-SP a KAPO. Poprvé byl představen v roce 1989 a měl být v podstatě ekvivalentní Boeingu 757 s mírně nižším doletem a užitečným zatížením a měl ve své třídě konkurenceschopný výkon a spotřebu paliva. Byl vyvinut pro Aeroflot jako náhrada za zastarávající třímotorové letouny Tupolev Tu-154. Poslední verzí s významnými modernizacemi a vylepšeními je Tu-204SM, která poprvé vzlétla 29. prosince 2010. V dubnu 2022 Sjednocená letecká korporace (UAC) oznámila plány na montáž počtu 70 ks Tu-214 do roku 2030.

## Vývoj

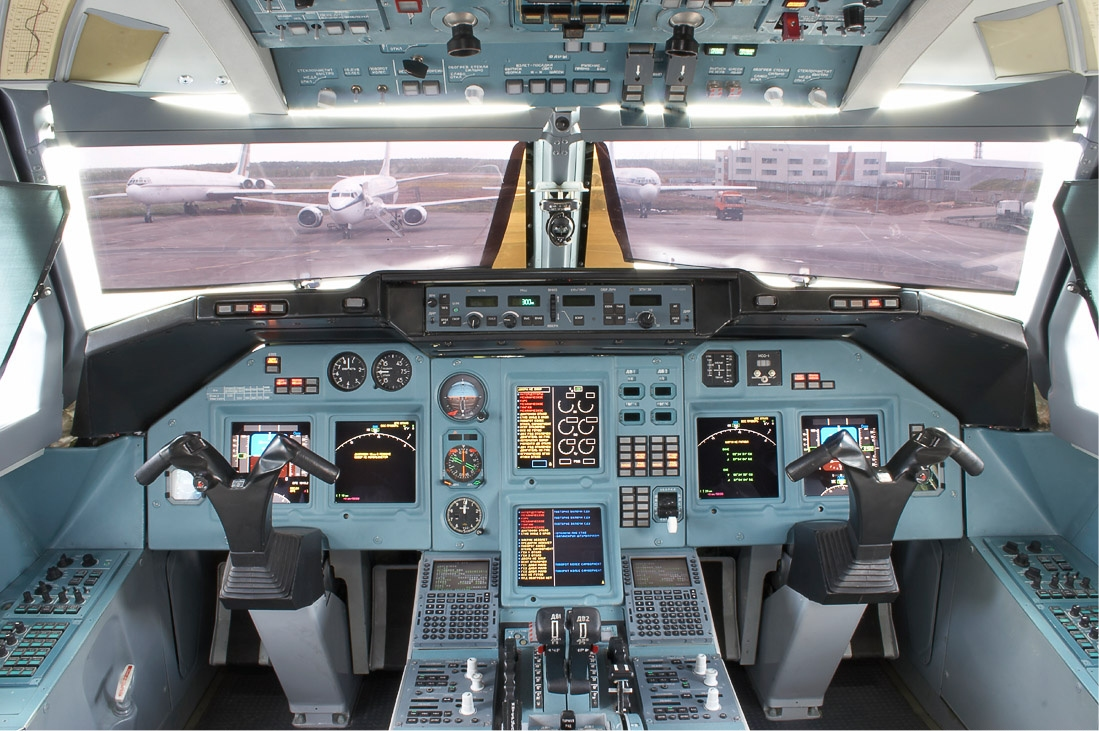
Kokpit stroje Tu-214

Vývoj Tu-204 začal v letech osmdesátých. Vlastní práce na novém typu byly zahájeny v roce 1983 a první prototyp (imatrikulace SSSR-64001, výr. č. 1450743164001) vzlétl se zalétávací osádkou velitele Andreje Talalakina 2. ledna 1989. Krátce poté vzlétly další dva prototypy (SSSR-64003, 1450743164003 a SSSR-64004, 1450743164004). 
V srpnu 1990 vykonal úvodní let první sériový stroj Tu-204-100 s dvojicí motorů PS-90A a 14. srpna 1992 se představil Tu-204-120, který byl vybaven motory Rolls-Royce RB211-535E4 a západní avionikou společnosti Honeywell. V této době počátku 90. let probíhaly v SSSR a v jeho bývalých satelitech politické změny, což společně s určitou stagnací letectví v bývalých státech SSSR znamenalo malou poptávku po těchto letounech. K zahájení pravidelného provozu s platícími cestujícími na palubě došlo 23. února 1996 na lince společnosti Vnukovo Airlines z Moskvy do Minerálních Vod. Stroje létaly pouze v Rusku a na zahraniční trhy se Tu-204 začal dostávat až koncem 90. let. 
Modifikací stroje Tupolev Tu-204-100 vznikl Tu-214. Stroj (RA-64501, 44524001) poprvé vzlétl 21. března 1996 a na rozdíl od Tu-204 má zvýšenou maximální vzletovou hmotnost (110,7 t) a vyšší dolet (4600 km). Konstrukce trupu, křídla a podvozku byla zesílena, pohon zajišťovaly motory PS-90A. Prvním uživatelem se stala společnost Dalavia z Chabarovska.

## Varianty

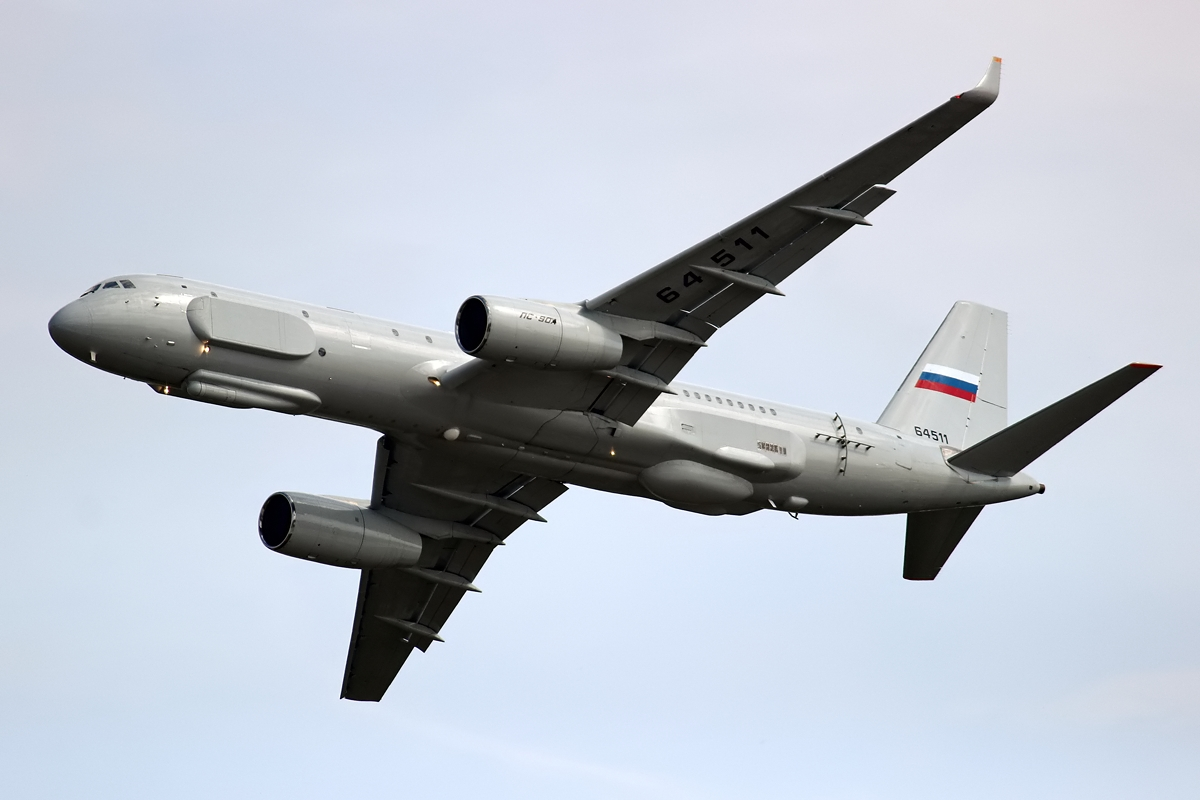
Tu-214R (2014)

- Tu-204-100 – základní verze s dvěma motory Aviadvigatěl PS-90A, tah po 158,3 kN
- Tu-204-200 – exportní verze s dvěma motory Rolls-Royce RB211-535E4
- Tu-204-100C – dopravní (nákladní) verze typu Tu-204-100 s rozměrnými dveřmi na levé straně trupu před křídlem
- Tu-204-120 – první sériový stroj (RA-64027, 1450742764027) zalétán 6. března 1997 v Uljanovsku určený v celoekonomickém provedení k dopravě 208 cestujících
- Tu-204-120C – nákladní verze zalétaná 10. listopadu 1997 (RA64028, 1450744764028)
- Tu-204-200C – dopravní verze typu Tu-204-200
- Tu-204-300 – zkrácená verze pro 164 cestujících, typové označení Tu-234, první let (RA-64026) byl vykonán 8. července 2000
- Tu-204-220/220C – verze Tu-204-200 se zvýšenou maximální vzletovou hmotností – pozdější značení Tu-214
- Tu-204-122/222 – verze vybavené avionikou firmy Rockwell-Collins
- Tu-204SM – Modernizovaná verze s motory PS-90A2, snížená hmotnost s vyšším podílem kompozitů, dvojčlenná posádka, prodloužený dolet 5 300 km, ETOPS-120, CAT III A, letoun Tu-204SM poprvé vzlétl 29. prosince 2010
- Tu-214R – letoun pro radioelektronický průzkum a boj navržený jako náhrada typu Iljušin Il-20. Podle tiskové agentury RIA Novosti disponuje ruská armáda dvěma letouny. Stroj, který prošel nedávnou přestavbou, byl nasazen k optickému a radiotechnickému průzkumu ve válce na Ukrajině. Alespoň jeden ze strojů byl rovněž nasazen v syrském konfliktu.[6]

## Výroba
| Rok      | 1989 | 1990 | 1991 | 1992 | 1993 | 1994 | 1995 | 1996 | 1997 | 1998 |
| -------- | ---- | ---- | ---- | ---- | ---- | ---- | ---- | ---- | ---- | ---- |
| Vyrobeno | 1    | 1    | 2    | 2    | 5    | 2    | 1    | 3    | 1    | 1    |

| Rok      | 1999 | 2000 | 2001 | 2002 | 2003 | 2004 | 2005 | 2006 | 2007 | 2008 |
| -------- | ---- | ---- | ---- | ---- | ---- | ---- | ---- | ---- | ---- | ---- |
| Vyrobeno | 2    | 4    | 3    | 4    | 4    | 2    | 3    | 4    | 2    | 10   |

| Rok      | 2009 | 2010 | 2011 | 2012 | 2013 | 2014 | 2015 | 2016 | 2017 | 2018 |
| -------- | ---- | ---- | ---- | ---- | ---- | ---- | ---- | ---- | ---- | ---- |
| Vyrobeno | 6    | 3    | 5    | 3    | 2    | 1    | 2    | 2    | 3    | 3    |

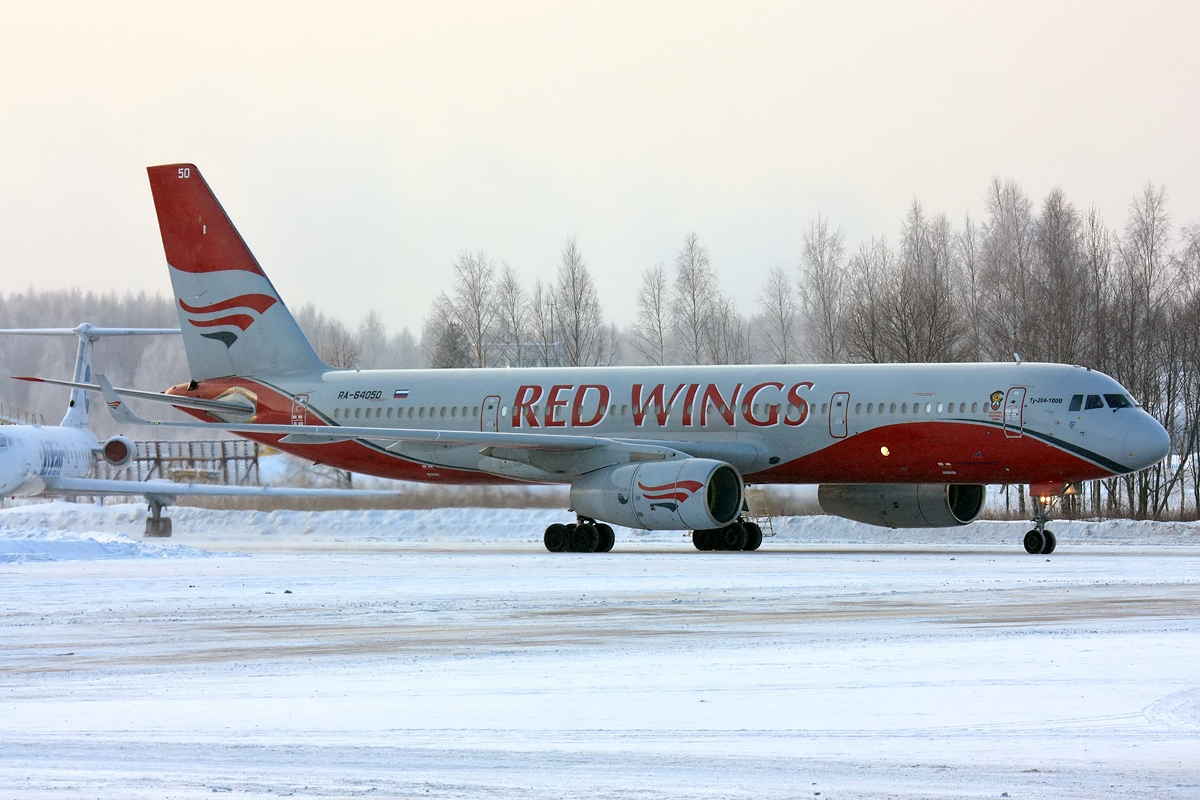
Tupolev Tu-204-100V společnosti Red Wings

Zdroj: Planespotters.net, Russianplanes.net;

## Nehody a incidenty
Dne 29. prosince 2012 na moskevském letišti Vnukovo při příletu linky společnosti Red Wings z Pardubic vyjel Tu-204 z dráhy a začal hořet, zastavil se až na dálnici která křižuje přiblížení na letištní runway. Zahynulo 5 členů posádky. Příčinou havárie byla ustanovena závada motoru a brzd.
Dne 8. ledna 2022 na letišti Chang-čou Siao-šan v Čínské lidové republice vyhořel nákladní Tupolev Tu-204-100C (imatrikulace RA-64032) ruské společnosti Aviastar-TU. Požár vypukl v nákladovém prostoru a přes zásah hasičů se rozšířil po celém trupu, který se posléze za křídly rozlomil. Všichni členové osádky vyvázli bez zranění.

## Specifikace

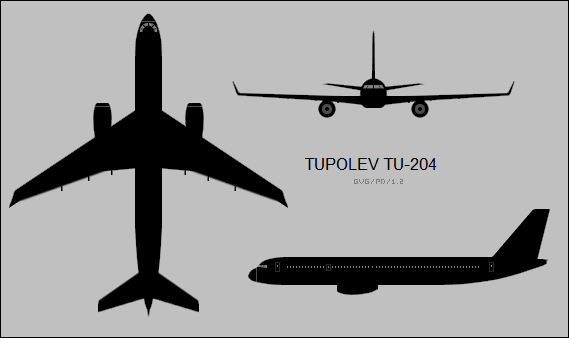
3 pohledy na Tu-204

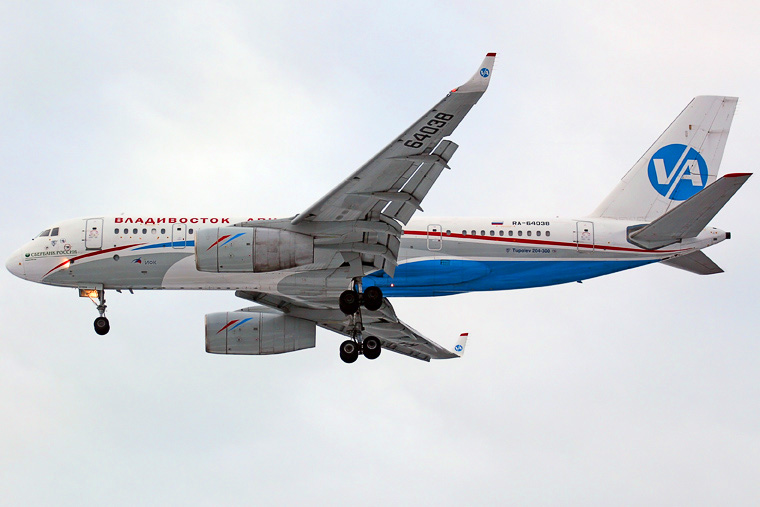
Tu-204-300

|                                | 204-100 / 204-120                                                                                  | 214                                                                                                | 204–300                                                                                            | 204SM                                                                                              |
| ------------------------------ | -------------------------------------------------------------------------------------------------- | -------------------------------------------------------------------------------------------------- | -------------------------------------------------------------------------------------------------- | -------------------------------------------------------------------------------------------------- |
| Posádka kokpitu                | Tři                                                                                                | Tři                                                                                                | Tři                                                                                                | Dva                                                                                                |
| Sedadla                        | 172-210                                                                                            | 180-210                                                                                            | 142-156                                                                                            | 176-215                                                                                            |
| Rozestup sedadel               | 32-47 in                                                                                           | 32-39 in                                                                                           | 32-46 in                                                                                           | 32-38 in                                                                                           |
| Délka                          | 46,14 metre (151 ft 5 in)                                                                          | 46,14 metre (151 ft 5 in)                                                                          | 40,19 metre (131 ft 10 in)                                                                         | 46,14 metre (151 ft 5 in)                                                                          |
| Křídla                         | 41,8 metre (137 ft 2 in) rozpětí, 184,2 square metre (1 983 sq ft) plocha                          | 41,8 metre (137 ft 2 in) rozpětí, 184,2 square metre (1 983 sq ft) plocha                          | 41,8 metre (137 ft 2 in) rozpětí, 184,2 square metre (1 983 sq ft) plocha                          | 41,8 metre (137 ft 2 in) rozpětí, 184,2 square metre (1 983 sq ft) plocha                          |
| Výška                          | 13,9 metre (45 ft 7 in)                                                                            | 13,9 metre (45 ft 7 in)                                                                            | 13,9 metre (45 ft 7 in)                                                                            | 13,9 metre (45 ft 7 in)                                                                            |
| Trup                           | 3,8 metre (12 ft 6 in) šířka x 4,1 metre (13 ft 5 in) výška                                        | 3,8 metre (12 ft 6 in) šířka x 4,1 metre (13 ft 5 in) výška                                        | 3,8 metre (12 ft 6 in) šířka x 4,1 metre (13 ft 5 in) výška                                        | 3,8 metre (12 ft 6 in) šířka x 4,1 metre (13 ft 5 in) výška                                        |
| Kabina                         | 3,57 metre (11 ft 9 in) šířka x 2,16 metre (7 ft 1 in) výška                                       | 3,57 metre (11 ft 9 in) šířka x 2,16 metre (7 ft 1 in) výška                                       | 3,57 metre (11 ft 9 in) šířka x 2,16 metre (7 ft 1 in) výška                                       | 3,57 metre (11 ft 9 in) šířka x 2,16 metre (7 ft 1 in) výška                                       |
| MTOW                           | -100: 105 tonne (231 000 lb) -120: 103 tonne (227 000 lb)                                          | 110,75 tonne (244 200 lb)                                                                          | 107 tonne (236 000 lb)                                                                             | 108 tonne (238 000 lb)                                                                             |
| Max. užitečné zatížení         | 21,0 tonne (46 300 lb)                                                                             | 25,2 tonne (56 000 lb)                                                                             | 18,0 tonne (39 700 lb)                                                                             | 23,0 tonne (50 700 lb)                                                                             |
| Kapacita paliva                | 35,7 tonne (79 000 lb)                                                                             | 35,7 tonne (79 000 lb)                                                                             | 36,0 tonne (79 400 lb)                                                                             | 35,8 tonne (79 000 lb)                                                                             |
| Motor (x 2)                    | -100: Aviadvigatěl PS-90A -120: R-R RB211-535E4B                                                   | Aviadvigatěl PS-90A or Rolls-Royce RB211-535E4B                                                    | Aviadvigatěl PS-90A or Rolls-Royce RB211-535E4B                                                    | Aviadvigatel PS-90A2                                                                               |
| Tah (x 2)                      | -100: 157 kN (35,274 lbf) -120: 186 kN (41,888 lbf)                                                | 158.2 kN (35,582 lbf)                                                                              | 158.2 kN (35,582 lbf)                                                                              | 171.6 kN (38,581 lbf)                                                                              |
| Rychlost                       | 810 to 850 kilometres per hour (440 to 460 kn) Cestovní, 900 kilometres per hour (490 kn) Maximání | 810 to 850 kilometres per hour (440 to 460 kn) Cestovní, 900 kilometres per hour (490 kn) Maximání | 810 to 850 kilometres per hour (440 to 460 kn) Cestovní, 900 kilometres per hour (490 kn) Maximání | 810 to 850 kilometres per hour (440 to 460 kn) Cestovní, 900 kilometres per hour (490 kn) Maximání |
| Dolet (Max. užitečné zatížení) | -100: 4 300 kilometre (2 700 mi) -120: 4 100 kilometre (2 500 mi)                                  | 4 340 kilometre (2 700 mi)                                                                         | 5 800 kilometre (3 600 mi)                                                                         | 4 800 kilometre (3 000 mi)                                                                         |
| Vzlet (MTOW)                   | 1 780 metre (5 840 ft)                                                                             | 2 030 metre (6 660 ft)                                                                             | 1 870 metre (6 140 ft)                                                                             | 1 950 metre (6 400 ft)                                                                             |
| Dostup                         | 12 100 metre (39 700 ft)                                                                           | 12 100 metre (39 700 ft)                                                                           | 12 100 metre (39 700 ft)                                                                           | 12 200 metre (40 000 ft)                                                                           |